# 志津嶽堅太夫
志津嶽 堅太夫（しづがたけ けんだゆう）は、江戸時代の大相撲の第62代大関。
安永9年(1780年)春場所(3月)、東大関として番付上「九州」頭書で大相撲入りしたが、取組には登場しなかった。次の同年冬場所(10月)は西前頭3枚目まで陥落し、番付上の頭書を「奥州」と変えて根津ヶ嶽堅太夫（ねづがたけ けんだゆう）と改名するもやはり全く取組に出場しないまま、たったの2場所で引退してしまった。

## 主な成績
- 通算成績：0勝0敗16休

| 1780年 | 東大関 0–0–6 | 西前頭3枚目 引退 0–0–10 |
| 各欄の数字は、「勝ち-負け-休場」を示す。 優勝 引退 休場 十両 幕下 三賞：敢=敢闘賞、殊=殊勲賞、技=技能賞 その他：★=金星 番付階級：幕内 - 十両 - 幕下 - 三段目 - 序二段 - 序ノ口 幕内序列：横綱 - 大関 - 関脇 - 小結 - 前頭（「#数字」は各位内の序列） |              |                         |